# Anatolij Kudrjavcev
 Anatolij Kudrjavcev (Анатолий Александрович Кудрявцев, Anatolij Aleksandrovič Kudrjavcev; Split, 26. listopada 1930. – Split, 23. ožujka 2008.), teatrolog, sveučilišni profesor, književnik i dugogodišnji kazališni kritičar. Sin Rusa i Splićanke.
Osnovnu školu i Gimnaziju je završio u Splitu. Studij kroatistike završio je na Filozofskom fakultetu u Zadru, te zatim magistrirao i doktorirao u području komparativne književnosti na Filozofskom fakultetu u Zagrebu. 
Godine 1980. godine nagrađen je Sterijinom nagradom za kazališnu kritiku. Sudjelovao je na znanstvenim simpozijima iz područja književnosti i teatrologije, a bio je i član Društva hrvatskih književnika. 
Objavljivao je eseje, feljtone i putopise u književnim časopisima i u novinama, npr. u "Mogućnostima", "Zadarskoj reviji", "Oku", "Kulturnoj baštini", "Vidiku", "Prologu" itd. Petnaest godina radi kao dramski kritičar u "Slobodnoj Dalmaciji". Prevodio je s ruskoga, talijanskog i engleskog jezika. Često je bio članom stručnih žirija i selektorom za kazališne festivale.
Bio je strastveni ljubitelj splitskog športa picigina, o kojem je za novine "Slobodna Dalmacija" napisao članak.
Njegov otac Aleksander došao je iz rodne Moskve. Imao je kuću na Crvenom trgu, koja je kasnije srušena, zbog urbanisitičkih potreba grada. Groblje u Moskvi na kojem su bili njihovi preci, potopljeno je, zbog potreba hidroregulacije.

## Publikacije
- Gledalac sa zadatkom (1983.) - zbirka kazališnih kritika
- Sitnice (1987.)
- Vječni Split (1985.)
- Splite moj - poezija o Splitu (1999.)
- Ča je pusta Londra (2002.)
- U potrazi za izgubljenim Mediteranom (2001.)
- Povist Splita šćeto neto i Splitske face (2006.)